# 哥斯達黎加割齒喉盤魚
哥斯達黎加割齒喉盤魚，為輻鰭魚綱鱸形目喉盤魚亞目喉盤魚科的其中一種，被IUCN列為瀕危保育類動物，分布於中東太平洋的哥斯大黎加海域，體長可達3.3公分，屬底棲性魚類，生活在紅樹林，屬肉食性、以底棲性無脊椎動物、橈腳類等為食。